# تيمو ستافييلدت
تيمو ستافييلدت (بالألمانية: Timo Staffeldt)‏ (9 فبراير 1984 بهايدلبرغ في ألمانيا - ) هو لاعب كرة قدم ألماني في مركز الوسط. لعب مع ألمانيا آخن ونادي كارلسروه ونادي أوسنابروك ونادي كارلسروه 2 ‏ ونادي فيكتوريا كولن.

## وصلات خارجية
- تيمو ستافييلدت على موقع قاعدة بيانات كرة القدم.إي يو (الإنجليزية)
- تيمو ستافييلدت على موقع بيانات كرة القدم. دي إي (الألمانية)
- تيمو ستافييلدت على موقع Soccerway.com (الإنجليزية)
- تيمو ستافييلدت على موقع عالم كرة القدم.نت (الإنجليزية)